# Élections générales espagnoles de novembre 2019 à La Rioja
Les élections générales espagnoles de novembre 2019 (en espagnol : Elecciones generales de España de noviembre de 2019) se tiennent le dimanche 10 novembre 2019 afin d'élire les 350 députés et 208 des 266 sénateurs de la XIVe législature des Cortes Generales. 4 députés sont élus à La Rioja.

## Résultats
| Parti                  | Parti                                                   | Voix    | %     | +/-   | Sièges | +/-           |  |
| ---------------------- | ------------------------------------------------------- | ------- | ----- | ----- | ------ | ------------- |  |
|                        | Parti socialiste ouvrier espagnol (PSOE)                | 57 485  | 34,85 | 3,16  | 2      | en stagnation |  |
|                        | Parti populaire (PP)                                    | 56 450  | 34,23 | 7,72  | 2      | 1             |  |
|                        | Vox                                                     | 18 908  | 11,46 | 2,47  | 0      | en stagnation |  |
|                        | Unidas Podemos (UP)                                     | 6 273   | 9,87  | 1,93  | 0      | en stagnation |  |
|                        | Ciudadanos (Cs)                                         | 11 673  | 7,08  | 10,72 | 0      | 1             |  |
|                        | Parti animaliste contre la maltraitance animale (PACMA) | 1 096   | 0,66  | 0,11  | 0      | en stagnation |  |
|                        | Sièges en blanc (EB)                                    | 425     | 0,26  | 0,05  | 0      | en stagnation |  |
|                        | Recortes Cero-Grupo Verde (RC-GV)                       | 307     | 0,19  | 0,04  | 0      | en stagnation |  |
|                        | Pour un monde + juste (PUM+J)                           | 297     | 0,18  | 0,07  | 0      | en stagnation |  |
|                        | Parti communiste des travailleurs espagnols (PCTE)      | 263     | 0,16  | Nv.   | 0      | en stagnation |  |
|                        | Vote blanc                                              | 1 757   | 1,07  | 0,26  |        |               |  |
|                        |                                                         |         |       |       |        |               |  |
| Suffrages exprimés     | Suffrages exprimés                                      | 164 934 | 98,44 |       |        |               |  |
| Votes nuls             | Votes nuls                                              | 2 615   | 1,56  |       |        |               |  |
| Total                  | Total                                                   | 167 549 | 100   | -     | 4      | en stagnation |  |
| Abstention             | Abstention                                              | 82 664  | 33,04 |       |        |               |  |
| Inscrits/Participation | Inscrits/Participation                                  | 250 213 | 66,96 |       |        |               |  |